# Erik Åkerberg (agronom)
Per Erik Hjalmar Åkerberg, född 26 januari 1906 i Barnarps församling, Jönköpings län, död 9 april 1991 i Lunds domkyrkoförsamling, Lund
, var en svensk agronom.
Åkerberg avlade agronomexamen vid Alnarps lantbruksinstitut 1931, blev filosofie licentiat vid Lunds universitet 1937, filosofie doktor 1941 (på avhandlingen Cytogenetic Studies in Poa pratensis and its Hybrid with Poa alpina) och docent vid Lantbrukshögskolan 1944 och tilldelades docentstipendium 1949. 
Åkerberg blev assistent vid Statens centrala frökontrollanstalt 1931, förädlingsledare på Weibullsholm 1932, filialföreståndare (Västernorrland) vid Sveriges utsädesförening 1939, avdelningsföreståndare för Ultunafilialen 1944, blev statsagronom 1952, var professor och föreståndare vid Statens jordbruksförsök 1954-56 samt föreståndare vid Sveriges utsädesförening i Svalöv 1956-71. 
Åkerberg blev vice ordförande i Statens råd för skogs-  och jordbruksforskning från 1967, president i Eucarpia från 1966. Han invaldes som ledamot av Skogs- och lantbruksakademien 1951, Vetenskapssamhället i Uppsala 1955, Fysiografiska sällskapet i Lund 1957 och Akademiet for de Tekniske Videnskaber i Köpenhamn 1965. Han blev hedersdoktor vid University of Reading 1960 och hedersledamot av Nordiska jordbruksforskares förening 1965.